# Opel Admiral
Opel Admiral — серия легковых автомобилей класса «люкс», выпускаемых германским автопроизводителем Opel в период с 1937 по 1939 год, и, после перерыва, в 1964—1977 годах.

## Admiral
Впервые модель Admiral была запущена Opel в 1937 году и предназначалась для конкуренции с такими автомобилями, как Horch, Mercedes-Benz и Maybach. Admiral был доступен в виде 4-дверного седана и кабриолета. Двигатель — рядный 6-цилиндровый рабочим объёмом 3,6, развивавший максимальную скорость 132 км/ч. Производство Admiral было свёрнуто в 1939 году в связи с переходом Opel на производство военной продукции.

## Admiral A
После долгого перерыва, в 1964 году Opel возобновляет производство Admiral, который теперь стал частью так называемой серии «KAD» (Kapitän, Admiral, Diplomat). Admiral находился в середине этой тройки и мог иметь следующие двигатели: рядный 6-цилиндровый OHV объёмом 2,6 л, мощностью 100 л/с (74 кВт) и максимальную скорость 158 км/ч, с сентября 1968 года рядный 6-цилиндровый CIH объёмом 2,8 л, мощностью 125 л/с (92 кВт) и максимальной скоростью 170 км/ч. В 1965 году производство 2,6 моторов было прекращено. Кроме того, Admiral мог оснащаться V8—двигателем Chevrolet 4,8 л, который также устанавливался на Opel Diplomat. В конце 1967 года двигатели 2,8 л получили двухкамерные карбюраторы HL (мощность увеличилась до 140 л/с, 103 кВт). В то же время все модели KAD получили новое шариковое рулевое управление и обновлённые приборные панели.
С 1964 по 1968 год было выпущено 55 876 Admiral (всего 89 277 KAD), что сделало его самым популярным из тройки.

## Admiral B
Admiral B был представлен в марте 1969 года на Женевском автосалоне вместе с обновлёнными Kapitän и Diplomat. Производство Kapitän было свёрнуто в мае 1970 года; Admiral и Diplomat выпускались до конца 1977 года, после чего их сменила модель Opel Senator в следующем, 1978 году.
Admiral B был доступен со следующими двигателями: 1-bbl — рядным 6-цилиндровым объёмом 2,8 л (132 PS Opel Admiral), 2-bbl (145 PS Opel Admiral 2800 S, мощностью 143 л/с 107 кВт) и аналогичный последнему, но с впрыском топлива (165 PS Opel Admiral E, мощностью 163 л/с, 121 кВт). Это была первая модель Opel с впрыском топлива. Все модели оснащались либо 4-ступенчатой механической, либо 3-ступенчатой автоматической КПП. Начиная с января 1972 года установка на Admiral E механической коробки передач прекращена. Задний мост Admiral B имел трубки De Dion.
В 1975 году индексы моделей были понижены до 129/140/160 PS в связи с новыми стандартами по ограничению вредных выбросов.
Opel выпустил 33,000 экземпляров Admiral B с 1968 по 1977 год.